# Терморегулация
Терморегулация е способността на организма да поддържа телесната си температура в определени граници, дори когато обкръжаващата температура е много различна. Вътрешната терморегулация е аспект на хомеостазата – състояние на динамична стабилност на вътрешните условия на организма, поддържано далеч от топлинно равновесие с околната среда. Ако тялото не може да поддържа нормална температура и тя се повишава значително над нормалното, възниква състояние, наречено хипертермия. При хората това се случва, когато тялото е изложено на постоянни температури от около 55 °C, а при продължително излагане (над няколко часа) на тази температура смъртта е почти неизбежна. Противоположното състояние, когато телесната температура падне под нормата, се нарича хипотермия. Това се случва, когато хомеостазисният контролен механизъм на топлина в тялото е в неизправност, което кара тялото да губи топлина по-бързо, отколкото я произвежда. Нормалната телесна температура на човека е около 37 °C и хипотермия настъпва, когато тази температура се понижи под 35 °C. Обикновено причинена от продължително излагане на ниски температури, хипотермията се лекува чрез методи, целящи да повишат телесната температура към нормалните граници.
Получаването на точни данни за температурата на животните става възможно едва след изобретяването на термометъра. Тогава се откриват и локалните разлики, тъй като производството на топлина и загубата ѝ варират значително в различните части на тялото, въпреки че циркулацията на кръвта спомага за постигането на средна температура във вътрешните части. Следователно е важно да се идентифицират части на тялото, които най-близко отразяват температурата на вътрешните органи. Също така, за да могат резултатите да са сравними, измерванията също трябва да бъдат провеждани под сравними условия. Традиционно, ректумът се счита, че най-точно отразява температурата на вътрешните органи, а в определени случаи или видове, това може да и вагината, уретрата или пикочния мехур.
Понякога, температурата на урината, докато излиза от уретрата, може да се използва за измерване на телесната температура. По-често, температурата се измерва в устата, подмишниците или ушите.
Някои животни изпитват различни форми на състояние на покой, при които терморегулационният процес временно позволява на телесната температура да спадне и така да се спести енергия. Примерите включват хибернация при мечките и анабиоза при прилепите.

## Класификация на животните според топлинните характеристики

### Ендотермия и ектотермия
Терморегулацията у организмите се провежда по спектър от ендотермия до ектотермия. Ендотермите създават повечето от топлината си чрез метаболитни процеси и разговорно се наричат топлокръвни. Когато обкръжаващите температури са ниски, ендотермите увеличават метаболично производството на топлина, за да поддържат температурата на тялото си постоянна, така правейки вътрешната телесна температура по-скоро независима от температурата на околната среда. Една метаболична дейност, по отношение на произвеждането на топлина, която ендотермите могат да правят е това, че те притежават по-голям брой митохондрии на клетка, отколкото ектотермите, което им позволява да произвеждат повече топлина чрез увеличаване на скоростта на метаболизиране на мазнини и захари. Ектотермите използват външни източници на температура, за да регулират собствената си телесна температура. Те разговорно се наричат студенокръвни, въпреки че тяхната телесна температура обикновено стои в границите на температурите при топлокръвните животни. Ектотермите са противоположността на ендотермите, когато става въпрос за регулация на вътрешната температура. При ектотермите вътрешните физиологични източници на топлина са с пренебрежимо значение, а най-големият фактор, който им позволява да поддържат адекватна телесна температура, се дължи на влияние от околната среда. Животът в зони с постоянна температура през годината, като тропиците и океана, е позволил на ектотермите да развият широк набор от поведенчески механизми, които им позволяват да реагират на външните температури, например чрез слънчеви бани за повишаване на телесната температура или чрез търсене на сянка за понижаването на телесната температура.
Повечето бозайници са ендотерми, докато повечето риби са ектотерми.

## Гръбначни
От многобройни наблюдения върху хора и други бозайници, Джон Хънтър показва, че основната разлика между топлокръвните и студенокръвните животни лежи в наблюдаваната постоянност на температурата на първите и в наблюдаваната променливост на температурата на последните. Почти всички птици и бозайници имат висока температура, която е почти постоянна и независима от обкръжаващата среда. Почти всички други животни показват променливост в телесната температура, която зависи от околната среда.

### Мозъчен контрол
Терморегулацията както при ектотермите, така и при ендотермите, се управлява основно от преоптичната зона на хипоталамуса. Този контрол на температурата е отделен от чувството за температура.

### При птиците и бозайниците
В студените среди, птиците и бозайниците използват следните адаптации и стратегии, за да сведат до минимум температурните загуби:
1. Използване на малки и гладки мускули, които са закрепени за пера и фоликули; това изкривява повърхността на кожата, карайки перата или космите да се изправят (настръхване), което забавя движението на въздуха около кожата и така намалявайки загубата на топлина.
2. Увеличаване на размера на тялото с цел по-лесно поддържане на вътрешната температура (топлокръвните животни в студените климати обикновено са по-големи от видовете в по-топлите климати; правило на Бергман).
3. Способност за съхраняване на енергия под формата на мазнини за метаболизъм.
4. По-малки крайници.
5. Противопоточен кръвен поток в крайници – това е където топлата артериална кръв, пътуваща към крайниците, преминава покрай студената венозна кръв от крайниците – става топлообмен.[9]

В топлите среди, птици и бозайници използват следните адаптации и стратегии, за да увеличат максимално загубата на топлина:
1. Поведенчески адаптации като нощен живот и живот в дупки.
2. Охлаждане чрез изпарение от изпотяване и задъхване.
3. Съхраняване на резервите от мазнини на едно място (например в гърбицата на камила) с цел избягване на изолиращия ефект.
4. Издължени крайници, които да провеждат телесна топлина към въздуха.

### При хората
Както и при другите бозайници, терморегулацията е важен аспект от хомеостазата на човека. Повечето телесна топлина се генерира от дълбоките органи, особено черния дроб, мозъка и сърцето, а при свиване и от мускулите. Хората са успели да се адаптират към голямо разнообразие от климати, включително горещи влажни и горещи пустинни. Високите температури представляват голям стрес за човешкото тяло, поставяйки го в голяма опасност от травма или дори смърт. Например, една от най-честите реакции към горещи температури е изтощение, което често води до замайване, припадане или ускорен пулс. За хората, адаптацията към различни климатични условия включва физиологични механизми, наследени от еволюцията, както и поведенчески механизми от съзнателни културни адаптации. Физиологичният контрол на телесната температура се случва основно благодарение на хипоталамуса, който играе ролята на телесен „термостат“. Този орган съдържа контролни механизми и ключови температурни сензори, които са свързани с нервни клетки, наричани терморецептори. Терморецепторите се разделят на две подкатегории: такива, които реагират на ниски температури, и такива, които реагират на високи температури. Разпръснати из тялото в периферната и централната нервна система, тези нервни клетки са чувствителни към промени в температурата и подават полезна информация към хипоталамуса чрез процеса на отрицателна обратна връзка, като така се поддържа постоянна вътрешна телесна температура.
Съществуват пътя за загуба на топлина: конвекция, проводимост и излъчване. Ако температурата на кожата е по-висока от тази на околната среда, тялото може да губи топлина чрез излъчване или проводимост. Но ако температурата на околната среда е по-висока от тази на кожата, тогава тялото получава топлина чрез излъчване и проводимост. При такива условия, единственият начин тялото да се отърве от излишната топлина е чрез изпарение. Следователно, когато околната температура е по-висока от тази на кожата, всичко, което пречи на адекватното изпарение, би накарало вътрешната телесна температура да се повиши. По време на интензивна физическа дейност (например спорт), изпарението е основният път на загуба на топлина. Влажността засяга терморегулацията, като ограничава изпарението на потта и следователно загубата на топлина.

## При растенията
Термогенеза се случва у цветовете на много растения от семейство Змиярникови. Освен това индийският лотос (Nelumbo nucifera) има собствена терморегулация, като поддържа средно 20 °C докато цъфти. Топлината се произвежда като се разбива нишестето, съдържащо се в корените им, което изисква консумация на кислород със скорост, приблизителна на тази на летящо колибри.
Едно възможно обяснение за растителната терморегулация е за да се предоставя защита срещу ниски температури. Например, Symplocarpus foetidus не е студоустойчиво растение, но започва да расте и да цъфти, когато все още има снежна покривка. Според друга теория, генерирането на топлина спомага за привличането на опрашители, тъй като често с произвеждането на топлина се наблюдава пристигането на бръмбари и мухи.

## Поведенческа терморегулация
Животните регулират и поддържат телесната си температура чрез физиологични приспособления и поведение. Пустинните гущери са ектотерми и са неспособни метаболично да контролират температурата си, но могат да го правят като се преместват от място на място. Могат да правят това като сутринта само си подават главата от дупката, а по-късно излагат цялото си тяло. Греейки се на слънце, гущерите абсорбират слънчева топлина. Те могат да абсорбират топлина и чрез топлопроводимостта на нагретите скали. За да намалят температурата си, гущерите проявяват различно поведение. Ерговете могат да достигат 57 °C и пясъчните гущери биха държали краката си във въздуха, за да се охлаждат, биха търсили студени обекти, към които да се прилепят, биха търсили сянка или биха се върнали по дупките си. Те също се скриват в дупките си, за да избегнат охлаждане, когато Слънцето залезе или температурите спаднат. Водните животни също могат поведенчески да регулират температурата си, като се преместват от място на място в температурния градиент.
Животните също така използват клептотермия, при която споделят или дори крадат от телесната температура на друг индивид. При ендотерми като прилепи и птици (например птици мишки и императорски пингвин) това позволява споделянето на телесна топлина (особено сред малките). Така индивидите могат да повишат топлинната си инерция и да понижат загубата на топлина. Някои ектотерми споделят дупките си с други ектотерми, а други животни се възползват от купчините на термитите.
Някои животни, живеещи в студени среди, поддържат телесната си температура чрез предотвратяване на загубата на топлина. Козината им расте по-гъста, за да се увеличи топлоизолацията. Някои животни са регионално хетеротерми и са способни да излагат по-малко изолираните си крайници на температури, много по-ниски от вътрешната им телесна температура – около 0 °C. Това намалява топлинните загуби чрез по-малко излорани телесни части като крака (или копита) и нос.

### Хибернация, естивация и торпор
За да се справят с ограничената храна и ниските температури, някои бозайници хибернират през студените периоди. За да останат в „застой“ за дълги периоди, тези животни натрупват кафява мазнина и намалят всичките си телесни функции. Същинските хибернатори (например горския мармот) държат телесната си температура ниска по време на хибернация, докато вътрешната температурата на други хибернатори (например мечката) варира. Понякога, животните могат да излязат от бърлогата си за кратки интервали.
Естивацията е подобна на хибернацията, но обикновено се случва през горещи периоди, за да могат животните да избегнат високи температури и десикация. Както животните на сушата, така и тези във водата могат да навлязат в естивация. Примерите включват калинки, крокодили, саламандри, Rhinella marina, Gopherus agassizii и други.
Дневен торпор възниква при малки ендотерми като прилепи и колиброви, при който временно се намалява високата метаболична скорост, за да се съхрани енергия.